# Chiesa della Beata Elisabetta Vendramini
La chiesa della Beata Elisabetta Vendramini è un luogo di culto cattolico che si trova in via degli Orti Oricellari a Firenze.
Appartiene alle suore Terziarie Francescane Elisabettine, dal nome della fondatrice alla quale è dedicata la chiesa odierna, le quali si dedicano all'assistenza a signore anziane.

## Storia

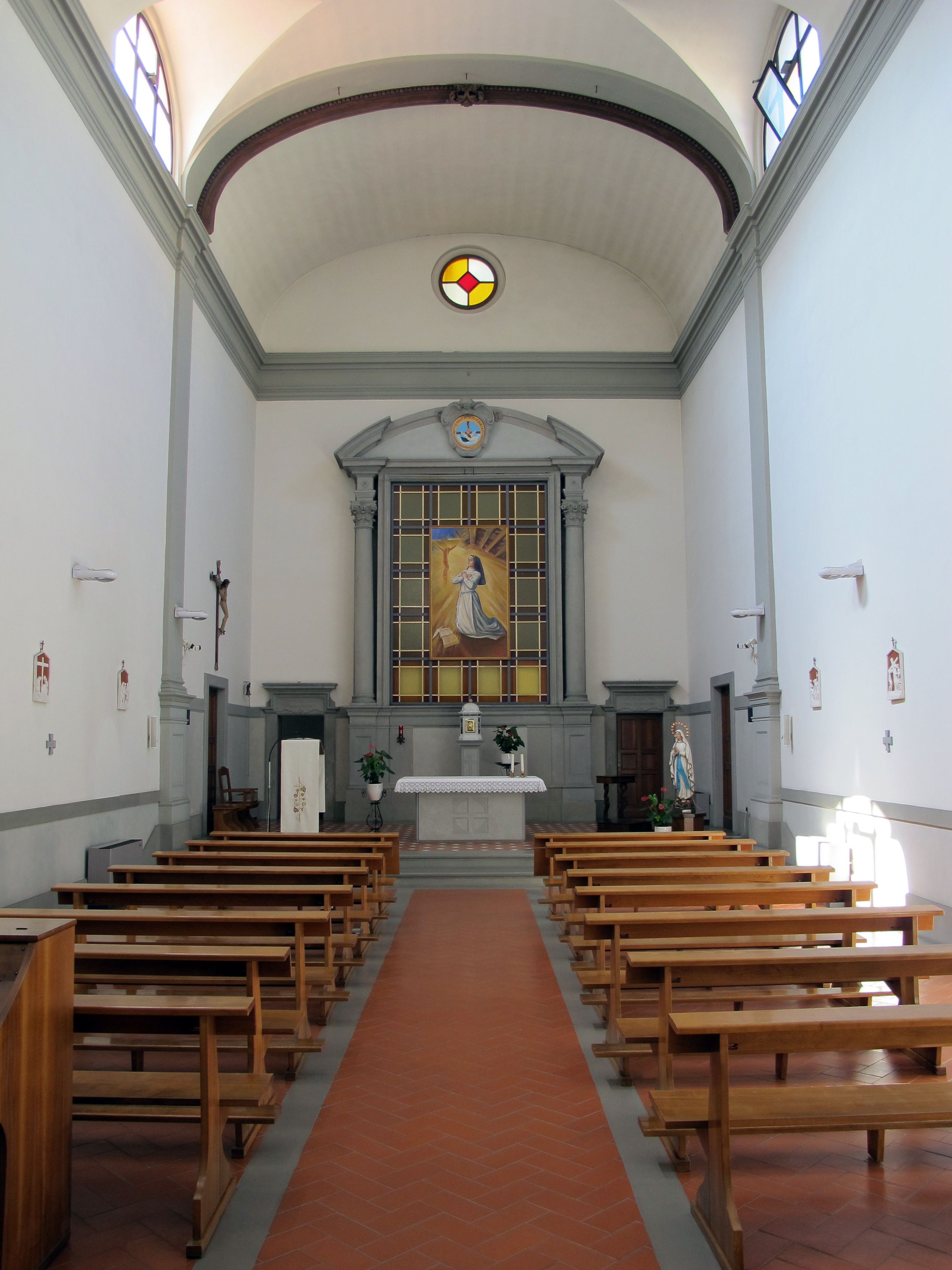
L'interno

Qui, nel 1869, si trasferì la compagnia di San Benedetto Bianco, un'antica confraternita a carattere devozionale e caritativo fondata nel 1357 nel monastero di San Salvatore a Camaldoli. Stabilitasi in seguito in Santa Maria Novella, fu costretta a lasciare la sede del proprio oratorio all'interno dell'antico camposanto della basilica domenicana quando lo stesso venne demolito per l'allargamento di via degli Avelli, secondo il piano di ampliamento urbano di Firenze capitale.

## Descrizione
La chiesa oggi ha una bella facciata cuspidata, sul cui frontone è scritto "Circa Benedictum Corona Fratrum". L'interno è basilicale a navata unica, coperto da volta a botte ribassata, con semplici pareti intonacate di bianco scandite da archi in pietra serena. Le due ali che si vedono dall'esterno non corrispondono a navate laterali, ma ad ambienti di servizio, tra cui, a sinistra, un grande auditorium.